# Коті-Се-Пола
Коті-Се-Пола (англ. Koti-Se-Phola) — одна з місцевих громад, що розташована в районі Мафетенг, Лесото. Населення місцевої ради у 2006 році становило 12 391 особу.